# ثنائي هيدروإرغوتامين
ثنائي هيدروإرغوتامين أو ثنائي هيدروأرغوتامين (بالإنجليزية: Dihydroergotamine) هو مركب كيميائي من أشباه القلويات مشتق من فطر إرغوت مشتق من الإرغوتامين ويستخدم في علاج الصداع النصفي والحالات الشقيقية. يعطى عن طريق الحقن أو بخاخ أنفي وكفاءته مشابهة لسوماتريبتان. الغثيان أحد أعراضه الجانبية الشائعة.